# فتوى تحريم الطباعة

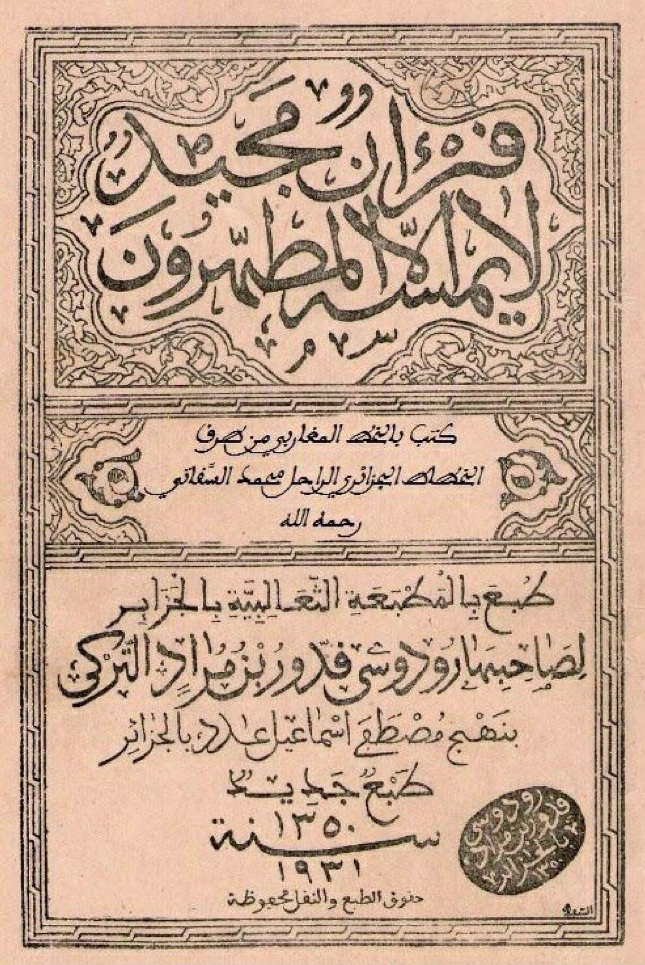
مصحف القرآن الكريم برواية ورش عن نافع مطبوع في المطبعة الثعالبية في الجزائر.

بخصوص تاريخ الطباعة والمطابع يقول الدكتور محمد علي شفيق الندوي في كتابه "بداية المفتي ونهاية المستفتي" ج١/ حاشية ص١٣٠: رحب المسلمون بالطباعة عند ظهورها، ونشأت مطابع في الدولة العثمانية، لكن ظهرت بعض الآراء الفردية تحرض على الاعتماد على الكتابة اليدوية، وعدم الاتكال على الطباعة، لما فيها من حصول التكرار في العلم، والشيء إذا تكرر تقرر. وأيضاً لما حصل في بداية الأمر بعض الأخطاء المطبعية مما توهم بعضهم أن الطباعة يلزمها التحريف.
وواصل قائلاً: واستغل بعض المغرضين بعض هذه الآراء الفردية (التي لم تحرم الطباعة، وإنما تؤكد على عدم الاتكال عليها)، وعنونوا عليها بقولهم "فتوى تحريم الطباعة"، والواقع أنها ليست فتوى وليس فيها تحريم ولا تجريم.
وورد بعض كلام هؤلاء هنا:
فتوى تحريم الطباعة هي فتوى تٌنسب إلى الدولة العثمانية في عدد من المراجع التاريخية تجرم وتحرم الطباعة وخاصة الكتب الإسلامية وتسمح بها لغير المسلمين بشرط عدم استخدام الحرف العربي. 
فيما اتسعت في الأستانة المطبعة العربية، متخطيةً ما عوقت به من الحكومة ورجال الدين؛ إذ أفتى العلماء بأنها رجس من عمل الشيطان، ولكن فريقًا منهم عاون الصدر الأعظم في الحصول على إذن من السلطان، موقع عليه بالخط الشريف سنة 1712م بإنشاء المطبعة، وطبع جميع الكتب إلّا كتب التفسير والحديث والفقه والكلام منعًا للتحريف، ثم سُمح بعد ذلك بطباعة الكتب الدينية تحت إشراف مجموعة من العلماء.

وكذلك الأزهر الشريف قام بتحريم طباعة الكتب الشرعية: 
أفتى بعض علماء الأزهر الشريف بتحريم طباعة الكتب الشرعية، قالوا: اطبعوا تاريخ، أدب، لغة، أما الكتب الشرعية لا تجوز طباعتها، هذا شفقة على العلم 
وفقًا لعالم الدين السعودي عبد الكريم الخضير في كتابه شرح ألفية العراقي.
حدث هذا الحدث في العالم عندما كانت أوروبا في عصر النهضة، مما أثر كثيرًا على سرعة انتشار المعرفة في العالم الإسلامي مقارنة بأوروبا.

## التاريخ
مع بداية القرن الخامس عشر، ظهرت المحاولات الأولى لاستعمال الحرف العربي ضمن مؤلفات لاتينية. كان ذلك مع صدور كتابين هما الحج إلى قبر المسيح لبرنارد دي برينباخ، وكتاب عن النحو العربي لبيدرو دي ألكالا. طُبعت كتب عربية بارزة مثل القانون الثاني لابن سينا ونزهة المشتاق للإدريسي وكنز اللغة العربية للفيروز آبادي. كانت تُتدَاولُ هذه الطبعات داخل العالم الإسلامي بفضل حركة التجارة القائمة حينئذٍ.
ظهرت المطابعُ العربية لأول مرة من طرف العرب المسيحيين في الشام. ومن ذلك مطبعة قوزحية، بلبنان، التي تُعتبر الأولى من نوعها والتي يعود تاريخ تأسيسها إلى بداية القرن الـ17. رغم التعرف المبكر على تقنيات الطباعة وتداول إصداراتها داخل دول العالم الإسلامي، ظلت البنية الدينية المحافظة تُشهر رفضها لدخول الطباعة عبر فتاوى صدرت من عدة بلاد.

### ظهور فتاوى التحريم
أصدر السلطان العثماني بايزيد الثاني فرماناً يحرم الطباعة على رعاياه المسلمين، إلا أنه سمح لليهود والمسيحيين إنشاء مطابعهم داخل الدولة العثمانية شريطة عدم استعمال الحروف العربية. أصدر علماء الأزهر بعضهم فتوى بتحريم طباعة الكتب الشرعية، بدعوى كونها تحرف العلوم. وإلى ذلك ذهبت فتاوى فردية، ومنها فتوى الفقيه المغربي محمد بن إبراهيم السباعي، الذي خط وثيقة سماها “رسالة في الترغيب في المؤلفات الخطية، والتحذير من الكتب المطبوعة، وبيان أنها سبب في تقليل الهمم وهدم حفظ العلم ونسيانه.
أُصدرت أول مطبعة بإسطنبول بعد قرنين ونصف عن صدور فرمان تحريمها. وكان وراءها المجري إبراهيم متفرقة، الذي استطاع استصدار فتوى من شيخ الإسلام وأمراً جديداً من السلطان أحمد الثالث بجواز طباعة الكتب. غير أنه بعد ثلاث سنوات من ذلك، أُحرقت مطابع متفرقة في خضم ثورة الضابط خليل باتروني التي انتهت بعزل السلطان.

## طباعة القرآن
كان النسّاخون والخطاطون يكتبون النص القرآني على الأوراق ويجمعوها في الكتب إلى حين شيوع الطباعة والمطابع في جميع أنحاء العالم خلال القرن التاسع عشر. وفي بعض الأماكن، كان النص القرآني يُطبع على ألواح خشبية، وقد شاعت هذه الوسيلة خلال القرون الوسطى عند مسلمي الصين خصوصًا. غير أنه لم يصل المؤرخين والباحثين أي مصحف كامل مكتوب بهذا الشكل، ولعلّ سبب ذلك هو التكلفة العالية التي تتطلبها طباعة هكذا كتاب. كذلك شاع خلال القرن التاسع عشر طباعة النصوص القرآنية على الأحجار في أمكنة أخرى.
أقدم نسخ المصحف المطبوعة بأسلوب الطباعة المنقولة، أو تجميع الحروف، والتي لا تزال باقية حتى اليوم، هي نسخة أنتجت بالبندقية سنة 1537 أو 1538، ويظهر بأنها كانت تُحضّر للبيع في الدولة العثمانية، حيث مُنعت الطباعة بهذا الأسلوب منذ سنة 1485. رُفع حظر الطباعة المنقولة في سنة 1588، لكن الرأي العام استمر يرفض استخدام الطباعة لإصدار الكتب غير الدينية، فكان من الطبيعي أن لا يوافق الناس على استخدامها لإصدار المصاحف، واستمر الأمر على هذا المنوال حتى أواخر القرن التاسع عشر. يظهر أن هذه المعارضة كان سببها النسّأخ الذين خافوا من انقطاع مورد رزقهم، وكذلك لأسباب جمالية وخوفًا من وقوع أخطاء عند طباعة النص، مما قد يُغيّر من معناه. رعت كاثرين الثانية قيصرة روسيا أوّل طباعة حديثة للمصحف في سنة 1787، وسرعان ما حذت الدولة العثمانية وفارس حذوها، فظهرت نسخة مطبوعة من قازان في سنة 1828، ومن بلاد فارس سنة 1833، ومن الآستانة سنة 1877.

## وصلات خارجية
- مقال وآراء حول تداعيات الفتوى.